# 沃倫·肯德爾·路易斯
沃倫·肯德爾·路易斯（英語：Warren Kendall Lewis；1882年8月21日—1975年3月9日）是麻省理工學院的一名教授，被譽為現代化學工程學之父。他合著了一本較早期的化工教科書，內容介紹了各項單元操作的概念。他也曾與麻省理工學院的另一名教授愛德溫·理查·吉里蘭德在紐澤西標準石油公司（今艾克森美孚）的贊助下一同開發了胡追法（Houdry process）的流體化媒裂製程。
輸送現象學科中的路易斯數（Le）無因次群即是以他之名命名的。

## 生涯
路易斯出生於1882年的德拉瓦州勞雷爾，並曾在麻省理工學院主修工程學。他在1901年從化學系錄取了化工系。這也促使他前往德國布雷斯勞從事物理化學研究，並於1908年取得自然科學博士學位。隨後不久，他便返回麻省理工學院擔任教職。
路易斯曾發表一篇名為《分餾的理論》（The Theory of Fractional Distillation）的論文，該論文隨後成為化工計算方法的基礎。他也是19項蒸餾專利的作者。1920年，他成為新設立的麻省理工學院化學工程學系的主任，並擔任該職長達13年直到他返回任教與從事研究。
他於1948年獲得榮譽教授的頭銜，並持續在化工系工作直到他離世。

## 榮譽
- 1936年獲頒化學工業學會（英语：Society of Chemical Industry）珀金獎章。
- 1947年獲頒美國工程教育學會（英语：American Society for Engineering Education）拉米獎章（Lamme Medal）。
- 1947年獲頒美國化學學會普利斯特里獎。他是第一位獲頒該獎的化學工程師。[8]
- 1949年獲頒美國化學家金獎（英语：American Institute of Chemists Gold Medal）。
- 1957年獲頒E·V·默弗里工業和工程化學獎（英语：E. V. Murphree Award in Industrial and Engineering Chemistry）。